# If Not for You (album)
Pour les articles homonymes, voir If Not for You.
Albums de Olivia Newton-John
Olivia (en)
(1972)
Singles
1. If Not for You
Sortie : mars 1971
2. Banks of the Ohio (en)
Sortie : octobre 1971

If Not for You est le premier album de la chanteuse Olivia Newton-John. Il est sorti à la fin de l'année 1971 sur le label australien Festival Records (en).
Il doit son titre à la chanson de Bob Dylan If Not for You, dont la reprise est le premier succès de Newton-John à l'international. Produit par Bruce Welch et John Farrar, il se compose de reprises d'artistes comme Kris Kristofferson ou Lesley Duncan dans des arrangements country pop.

## Fiche technique

### Chansons
| 1. | Me and Bobby McGee                 | Kris Kristofferson, Fred Foster (en) | 3:46 |
| 2. | If (en) (reprise de Bread)         | David Gates                          | 2:40 |
| 3. | Banks of the Ohio (en)             | traditionnel                         | 3:15 |
| 4. | In a Station (reprise de The Band) | Richard Manuel                       | 3:07 |
| 5. | Love Song                          | Lesley Duncan                        | 3:44 |
| 6. | Help Me Make It Through the Night  | Kris Kristofferson                   | 2:19 |

| 7.  | If Not for You                                                 | Bob Dylan                                                    | 2:50 |
| 8.  | Where Are You Going to My Love (reprise de Brotherhood of Man) | Billy Day, John Goodison (en), Mike Leslie, Tony Hiller (en) | 3:27 |
| 9.  | Lullaby                                                        | Lesley Duncan                                                | 3:01 |
| 10. | If You Could Read My Mind                                      | Gordon Lightfoot                                             | 3:41 |
| 11. | If I Gotta Leave                                               | Tony Hiller, Paul Curtis (en)                                | 2:40 |
| 12. | No Regrets (en)                                                | Tom Rush                                                     | 3:24 |

### Musiciens
- Olivia Newton-John : chant
- John Farrar : guitare
- Dave Richmond : basse
- Brian Bennett : batterie, percussions
- Alan Hawkshaw (en) : claviers

### Équipe technique
- John Farrar, Bruce Welch : production, arrangements
- Peter Vince (en) : ingénieur du son
- David Steen, Doug McKenzie : photographie

### Classements et certifications
| Classement                 | Meilleure position |
| -------------------------- | ------------------ |
| Australie (Go-Set)         | 14                 |
| États-Unis (Billboard 200) | 158                |